# Фаррухзад I
Фаррухзад I (1204—1204) — Ширваншах Ширвана.
В 1204 году после смерти Ширваншаха Фарибурз II правителем Ширвана уже в преклонном возрасте становится его брат Фаррухзад.
Осталось очень мало сведений о Ширваншахе Фаррухзад I.
Имя ширваншаха Фаррухзада I сына Минучихра III упоминается на строительной надписи у входа в мавзолей Пир-Мардакян в Шемахинском районе Азербайджана.
Сын: Гершасп ибн Фаррухзад — Ширваншах Ширвана, Рашид ибн Фаррухзад — правитель Дербента.